# Flavien II d'Antioche
Pour les articles homonymes, voir Flavien et Saint-Flavien.

Flavien II d'Antioche est patriarche d'Antioche de 498 à l'automne 512.

## Biographie
Évêque d'Antioche en 498, Flavien se rend suspect de nestorianisme ; il est déposé en 512 et exilé à Pétra, où il meurt en 518.
Saint, il est fêté en Orient le 20 juillet.